# アイリーン・ヒスコック
アイリーン・ヒスコック (Eileen May Hiscock、1909年8月25日 - 1958年9月3日)は、イギリスの陸上競技選手。1936年ベルリンオリンピックの銀メダリストである。

## 経歴
ヒスコックは、1932年ロサンゼルスオリンピックに出場。女子100m走では5位に終わったものの、グウェンドリン・ポーター、ヴァイオレット・ウェブ、ネリー・ハルステッドとともに出場した4×100mリレーでは、アメリカ、カナダに次いで銅メダルを獲得。
4年後の1936年ベルリンオリンピックでもヒスコックは4×100mリレーに出場。ヒスコックとヴァイオレット・オルニー、オードリー・ブラウン、バーバラ・バークのメンバーで挑み、アメリカに次いで銀メダルを獲得した。